# Duntara
Duntara är en stad på Bonavista-halväön, nordväst om Catalina, i provinsen Newfoundland och Labrador i Kanada. Det fanns 46 invånare 2011.

## Demografi
Den kanadensiska folkräkningen 2011 innehåller följande uppgifter om Duntara:
- Befolkning 2011 – 46
- Befolkning 2006 – 72
- Befolkning 2001 – 72[2]
- Förändring 2006 – 2011 -36,1 procent
- Förändring 2001 – 2006 -1,4 procent
- Befolkningstäthet: 2,6
- Yta 17,78 km2